# Adolphe Ferrière
Adolphe Ferrière (Ginebra, Suiza 30 de agosto de 1879-íbid. 16 de junio de 1960) fue un pedagogo nacido en una familia acomodada. Su padre, Frédéric Ferriére, era médico y vicepresidente de la Cruz Roja, y cuando Ferrière tenía ocho años le diagnosticó una pérdida auditiva que fue aumentando hasta dejarle sordo antes de cumplir los 20 años.
Entre los años 1912 y 1922, fue profesor del Instituto Jean-Jacques Rousseau (Ginebra) junto con otras personalidades como Pierre Bovet o Édouard Claparède. En 1915 publica los Treinta Puntos que definen la Escuela Nueva. Sus trabajos teóricos se basan en el élan vital de Henri Bergson (vital force según Ralph Waldo Emerson), que es una fuerza hipotética que causa la evolución y desarrollo de los organismos: el principio del interés, la base de la educación de John Dewey y la ley biogenética. Colaboró en la fundación de la Liga Internacional de la Educación y en la del Oficina internacional de educación (Bureau International de Education) en 1921.
A finales de los años veinte es un momento muy importante en su carrera pedagógica ya que es continuamente solicitado y solo en el año 1928 pronunciará cuarenta conferencias. En 1929, filma la película Chez nous, la cual plasma los principios de la Escuela activa que llevan al niño a ser feliz y responsable.
En 1939, ofreció servicio humanitario durante la Segunda Guerra Mundial, participando en el movimiento Suiza.
Adolphe Ferrière prologó el libro Hommes sans Visages de Henriette Ith-Wille, publicado en 1942. Henriette Ith, que había sido la secretaria de Pierre Bovet, traduciría algunas de las principales obras de Adolphe Ferrière en la lengua auxiliar internacional, el esperanto, como Transformons l'école. Durante tres años Henriette también fue la asistente de Ferrière en la redacción de la revista Pour la Ere Nouvelle.
Finalmente murió de un infarto en 1960.

## Libros escritos por Adolphe Ferrière
- Transformons l’école en 1920.
- L’Autonomie des écoliers en 1921.
- L’École active en 1922.
- La Pratique de l’École active en 1924.
- La Coéducation des sexes en 1926.
- La Liberté de l’enfant à l’École active en1927.
- Trois Pionniers de l’Éducation nouvelle en 1928.
- Nos enfants et l’avenir du pays en 1942.

## La Escuela Nueva
La corriente de renovación pedagógica de la Escuela Nueva, surgida a fines del siglo XIX y desarrollada a lo largo del todo el siglo XX, se proponía la reforma de la escuela tradicional basándose en principios psicopedagógicos, pero la denuncia de las deficiencias y fracasos de la escuela tradicional se acompañaba de la pretensión de reformar la sociedad mediante la educación, propugnando una "educación para la vida", la mejora de los aprendizajes y la dignificación del trabajo. En su etapa más sistemática y encaminada a la operativización de las propuestas, destacan las aportaciones de Adolphe Ferrière, fundador, en Ginebra, de la Oficina Internacional de las Escuelas Nuevas en 1899, desde donde se realizó una fecunda labor de difusión del movimiento.